# Bîspel
Bîspel oder auch Bîschaft (von mittelhochdeutsch bîspil, was im Neuhochdeutschen so viel bedeutet, wie Bei-Erzählung bzw. das dazu-Erzählte) sind kurze beispielhafte Erzählungen, die Bild und Sinn gleichnishaft nebeneinander stellen. Es handelt sich um eine Textform des hohen Mittelalters, die in den Werken vieler Autoren Eingang fand. Beispielsweise auch in den lehrhaften Schriften des Strickers. Er hat das Bîspel Mitte des 13. Jahrhunderts zu einem eigenständigen literarischen Genre erhoben.
Man verzeichnet eine breite Textrezeption vom Beginn des Genres um 1230 bis ins späte 15. Jahrhundert. Die Wiener Handschrift 2705 enthält mit 117 Stücken den ältesten repräsentativen Korpus von Bîspeln.

## Aufbau und Form
Das Bîspel ist thematisch sehr offen. Meist behandelt es Minne, Ehe und Geschlechterverhältnis, es kann aber auch Sozial- und Zeitkritik zum Ausdruck bringen. Oft sind Bîspel als selbständige Binneneinheiten in größere lehrhafte Werke eingebunden.
Zu den typischen Kennzeichen eines Bîspel zählen eine stichische Form, endgereimte Reimpaare, und ein relativ knapper Umfang von 8 bis 500 Versen.
Durch seinen zweiteiligen Textaufbau unterscheidet sich das Bîspel von einer Verserzählung.
Zunächst wird im Bildteil von einer kuriosen Begebenheit erzählt. Er ist relativ kurz gehalten und orientiert sich am Vorwissen der Rezipienten.
Im anschließenden Auslegeteil generalisiert der heterodiegetische Erzähler die fiktive Situation und überträgt sie auf eine ausgelagerte Vergleichsphäre. Auf dieser werden Geschichte und Lehre miteinander in Einklang gebracht. Beim Übergang von der Grundsphäre auf die Vergleichsphäre erfolgt ein semantischer Transfer. Die Lehre des Erzählers wird auf eine bereits bekannte Situation angewendet und verschafft ihr so einen neuen Sinn.
Bei der Auslegung wird vorausgesetzt, dass das Publikum seinen eigenen Wissens- und Erfahrungshorizont mit in den Verstehensprozess einbringt. Es muss daher über umfassende Kenntnisse der sozialen Strukturen mit ihren kulturellen Eigenheiten verfügen. Vor allem in kürzeren Bîspeln werden evidente, hochgradig konventionalisierte Beispielfälle dargestellt.
In der Forschungsliteratur wird an verschiedenen Stellen immer wieder darauf verwiesen, die Rekonstruktion des ursprünglichen Sinns der mittelalterlichen Erzählung, dem Rezipienten der Neuzeit sehr schwer fallen. Grund hierfür sind die fehlenden semantischen Grundlagen, das Wissen über die Kultur und gängige Konventionen des jeweiligen Publikums.

## Bezug zu anderen literarischen Genres
Das Bîspel ähnelt in seinem Aufbau und seiner Wirkungsabsicht sehr dem moralisch-exemplarischen Märe. Die Darstellung eines drastischen Geschehens soll als abschreckendes Beispiel dienen. Meist geht es in der Erzählung um eine Figur niederen Standes, die sich fehlerhaft verhält. Den Schuldigen treffen in der Folge seiner Tat die Strafe und der Spott der Gesellschaft. Wie auch bei dem moralischen Schwankmäre handelt es sich bei dem Bîspel vorwiegend um negative Exempel aus dem bürgerlich/ländlichen Milieu.
Weitere verwandte Formen sind die Sangspruchdichtung, das Räsonnement und die weltlich didaktische Rede, wie sie bei Freidank vorkommt. Freidank war ein fahrender Kleriker, der zu Beginn des 13. Jahrhunderts im süddeutschen Raum wirkte.
Das Bîspel unterscheidet sich von der heldenepischen Kleindichtung, die strophisch verfasst ist und vom deutlich längeren höfischen Roman mit 3000 bis 5000 Versen.